# Đoàn Mậu
Đoàn Mậu   (?-?), người xã Kim Côn huyện An Lão (nay thuộc xã Chiến Thắng, huyện An Lão, Thành phố Hải Phòng. Ông đỗ Đệ tam giáp, đồng Tiến sĩ xuất thân Khoa Ất Mùi, niên hiệu Hồng Đức thứ 6 năm 1475.
Ông làm quan đến chức Thượng thư Bộ Hộ, Tri Chiêu văn quán, Tú lâm cục, tước Cẩm Lễ nam .